# 미시령터널
미시령터널(彌矢嶺터널, 영어: Misiryeong Tunnel)은 강원특별자치도 인제군 북면과 고성군 토성면을 잇는 국가지원지방도 제56호선 상의 터널이다.

## 개요
2006년 개통한 이 터널은 '미시령동서관통도로㈜'(이하 운영회사)가 운영하는 강원특별자치도 내의 첫번째 민자 운영 터널이다. 전체 사업비로 2,580억원이 들었으며, 이 중 964억원이 민간 자본으로 투자되었다. 2036년까지 통행량이 예측 기준치에서 30% 미만으로 떨어질 경우 강원도청이 민간 사업자인 운영회사에게 손실을 보전해주는 '최소운영수익 보전방식(MRG)’으로 운영된다. 운영회사의 대주주는 국민연금공단이다.
이 터널이 개통되기 전에는 미시령 고갯길이 국가지원지방도 제56호선의 일부로서 인제와 속초 간의 통행을 담당했으나, 개통된 이후로는 인제군도 3호선과 고성군도 8호선으로 나눠져 담당하고 있다. 미시령터널 개통으로 미시령 고갯길에 비해 거리가 7km 정도로 단축되었고, 소요시간도 20분 이상 단축되었다.
2017년 6월 30일 서울양양고속도로 동홍천 ~ 양양 구간이 개통됨에 따라 미시령터널의 통행량은 급감하면서 강원도가 운영업체인 미시령동서관통도로(주)에 지급하고 있는 손실보전금(MRG) 규모는 천문학적으로 급증하기 시작했는데, 강원도는 매년 수백억원에 달하는 손실보전금을 지급하고 있고, 이런 추세라면 앞으로 16년동안 강원도가 2036년까지 미시령터널 민자사업자에게 지급해야 할 손실보전금은 3,852억 원, 개통 후 지금까지 보전해 준 금액(405억 원)을 포함하면 30년간 총 4,257억 원에 달하고 있어, 공익처분 등 시급한 대책 마련과 함께 미시령터널의 통행료를 폐지해야 한다는 강원도민들의 목소리가 커지고 있다.

## 역사
- 2006년 5월 3일 : 임시개통 (동년 6월 30일까지 통행료 무료)
- 2006년 7월 1일 : 통행료 수납 개시[2]
- 2009년 9월 1일 : 통행료를 소형 200원, 중형 200원, 대형 300원 인상[3]
- 2013년 2월 1일 : 통행료를 소형 300원, 중형 600원, 대형 700원 인상[4]
- 2014년 7월 23일 : 미시령톨게이트에 하이패스(Hi-Pass) 차로 및 전자지불 정산시스템 구축완료, 운영개시
- 2023년 7월 1일 : 통행료를 소형 100원, 중형 200원, 대형 300원 인상

## 통행료
2023년 7월 1일 기준이다.
- 통행료제외대상:이륜차나 군용 차량

| 구분 | 통행료 |
| ---- | ------ |
| 경차 | 1,700  |
| 소형 | 3,400  |
| 중형 | 5,800  |
| 대형 | 7,500  |

## 사진

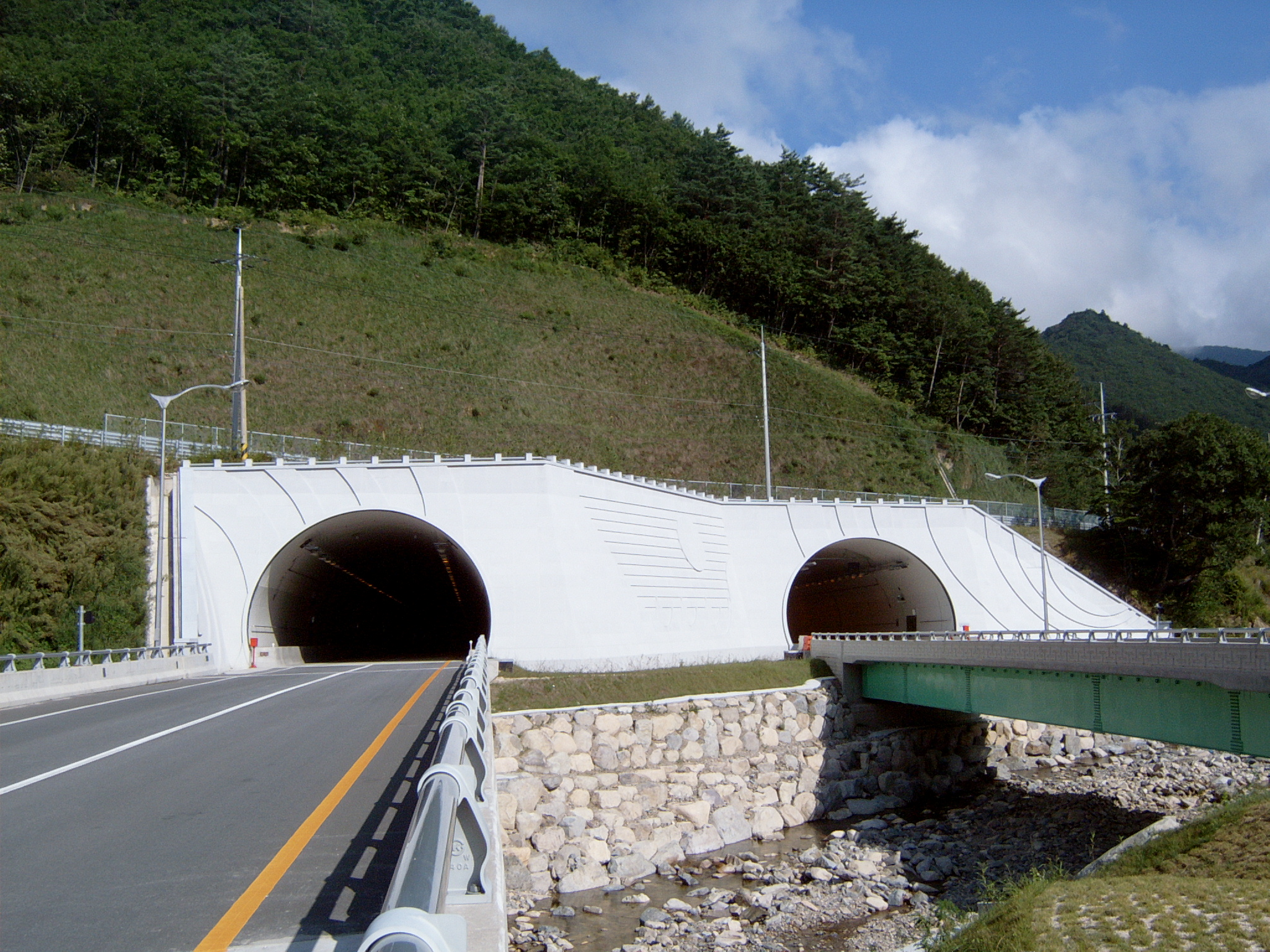
미시령터널 시점(영서)측: 좌측-상행선(인제방향) 출구, 우측-하행선(속초방향) 입구. 터널입출구부 바로 앞을 흐르는 미시령계곡 위로 용대4교가 인접해 있고 미시령옛길이 터널입출구 상부를 통과하고 있다.
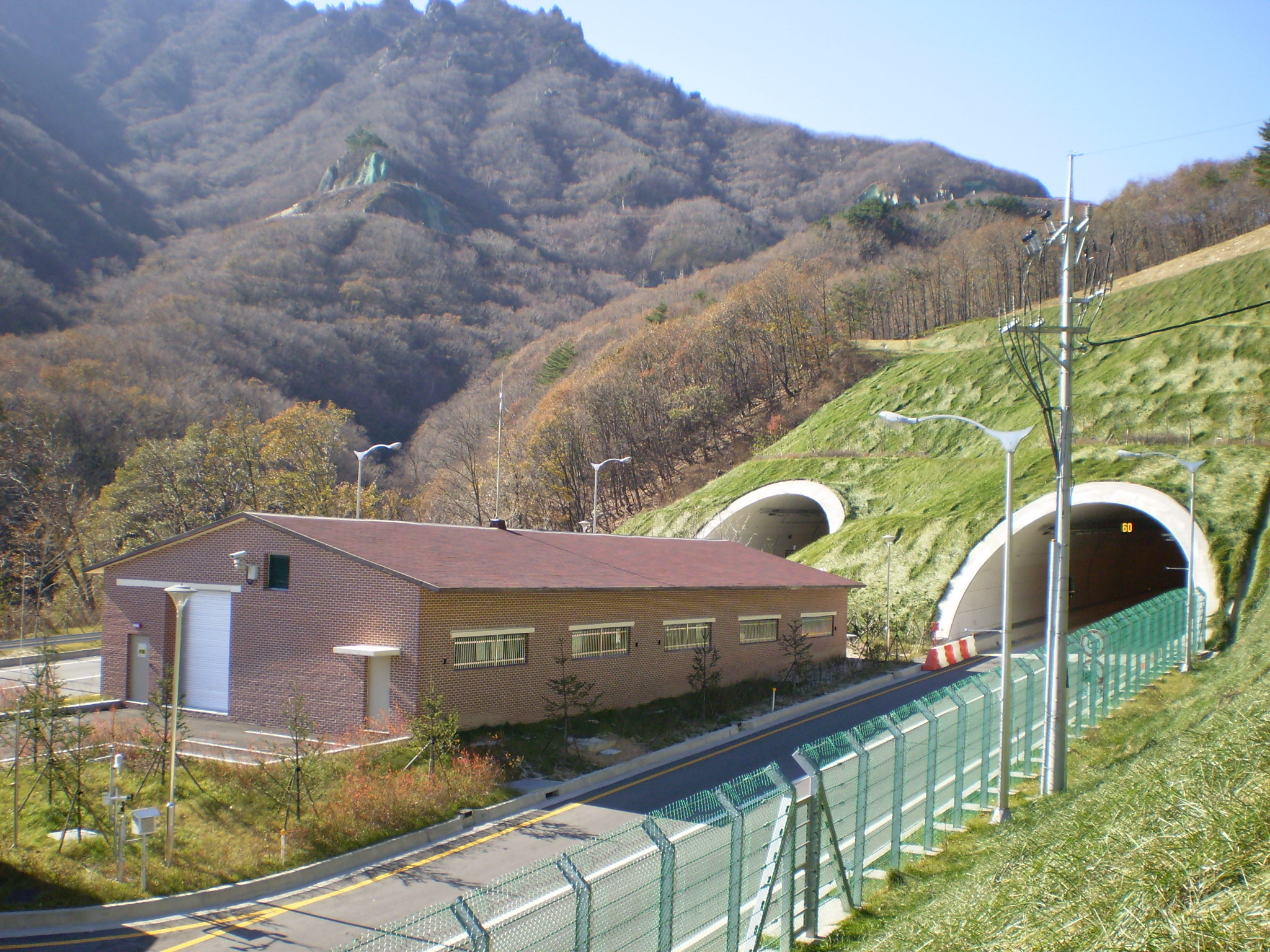
미시령터널 종점(영동)측: 좌측-하행선(속초방향) 출구, 우측-상행선(인제방향) 입구. 중앙의 고동색 건물은 종점변전실이다. 미시령터널 종점부는 속초방향으로 경사진 지형을 이루고 있어 원통절개형으로 시공되었다.
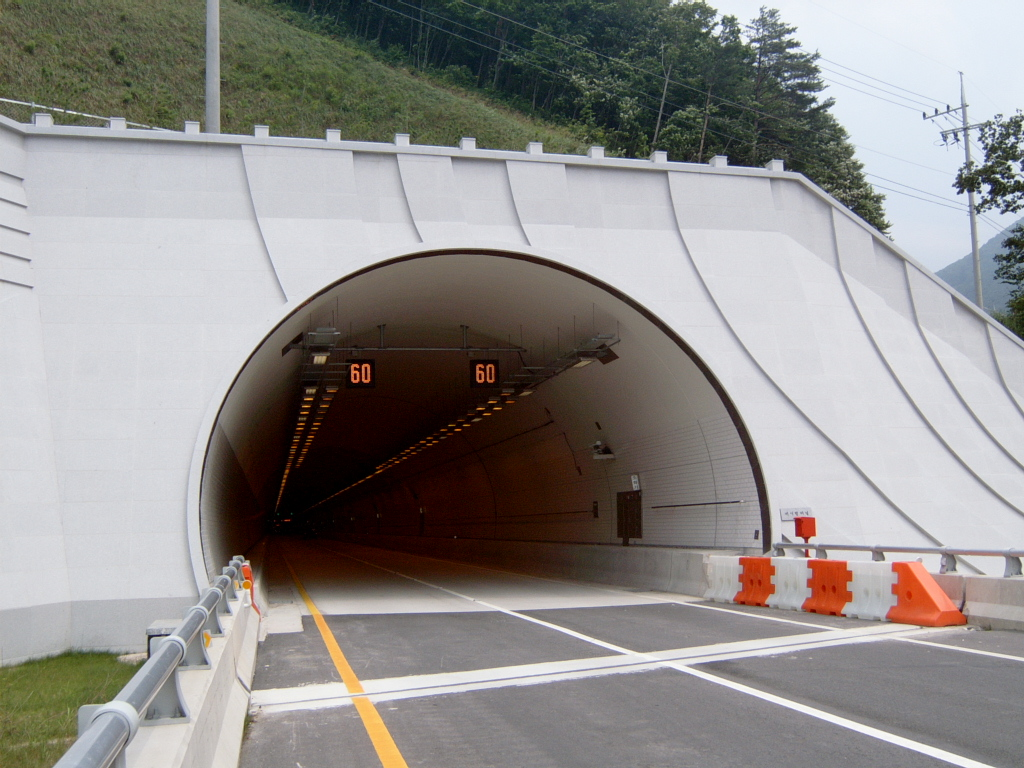
미시령터널 하행선(속초방향) 입구. 미시령터널의 표고: 미시령 정상은 해발 826m이고, 미시령터널은 시점측(인제쪽) 504m, 종점측(속초쪽) 443m이고 평균 표고는 475m이다.
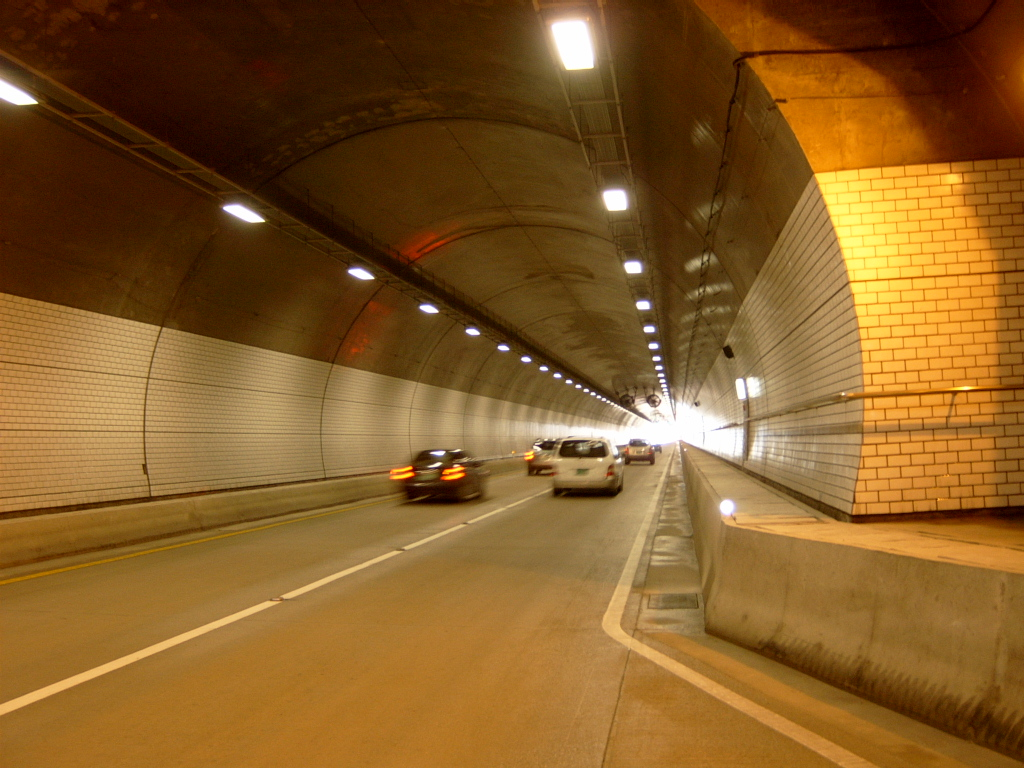
미시령터널의 길이는 상행선(인제방향) 3565m, 하행선(속초방향) 3520m로, 상행선이 하행선보다 45m 더 길다. 공식적으로 인용되는 미시령터널 길이 '3690m'는 미시령관통도로(15674m: 건설 당시 3개 공구로 나누어 시공) 중 제2공구(터널구간)의 시점(STA. 4+920)과 종점(STA. 8+610)간 거리이다.
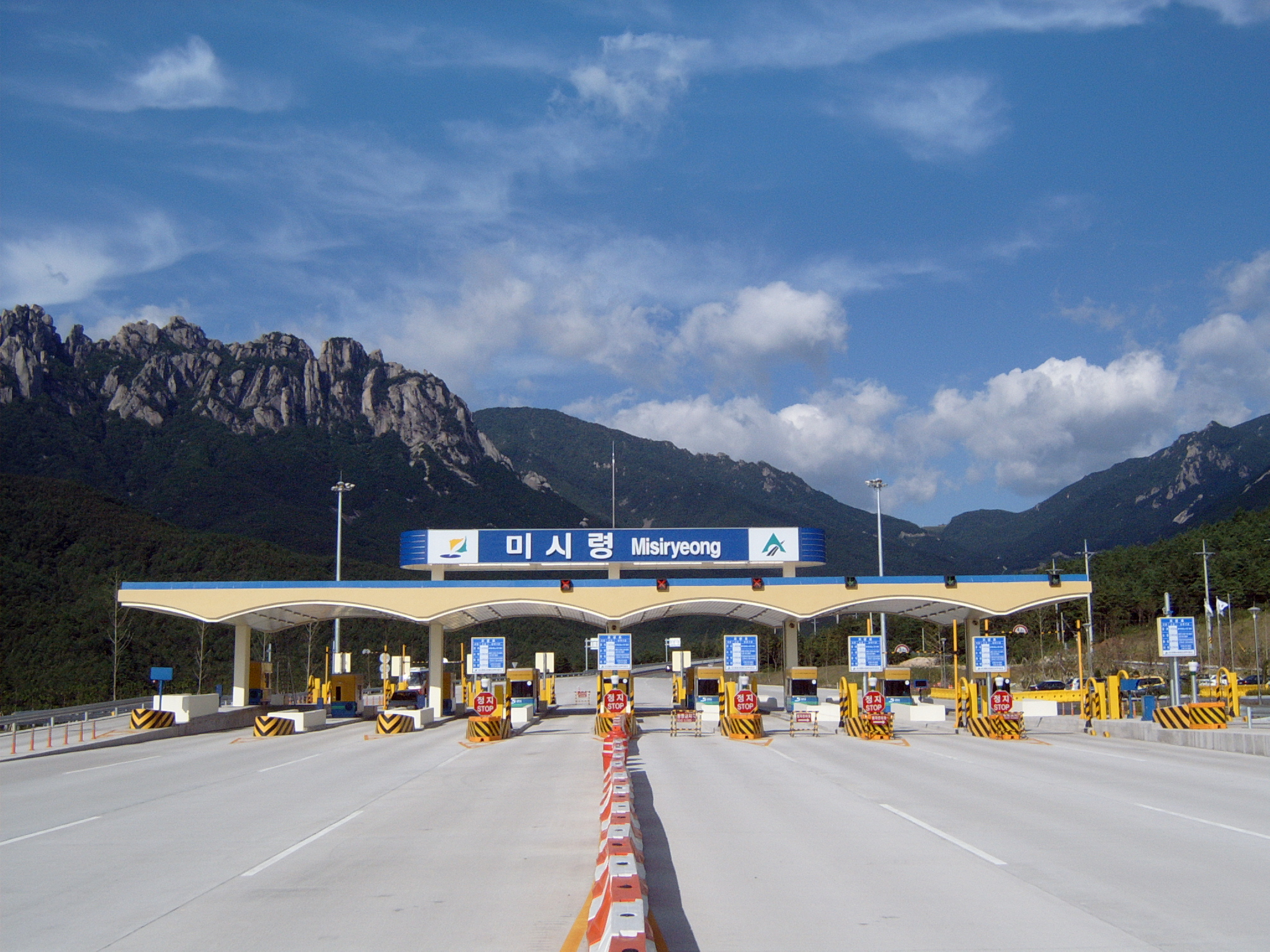
미시령 톨게이트 (인제방향). 미시령 톨게이트에는 상·하행선 각각 5개 차로가 운영 중이고, 2014년 7월 23일부터는 미시령 톨게이트에 하이패스(Hi-Pass) 차로과 전자지불 정산시스템이 완료돼 운영을 시작했다. 1차로와 2차로는 하이패스 전용차로이며, 3차로, 4차로, 5차로는 일반차로이다.
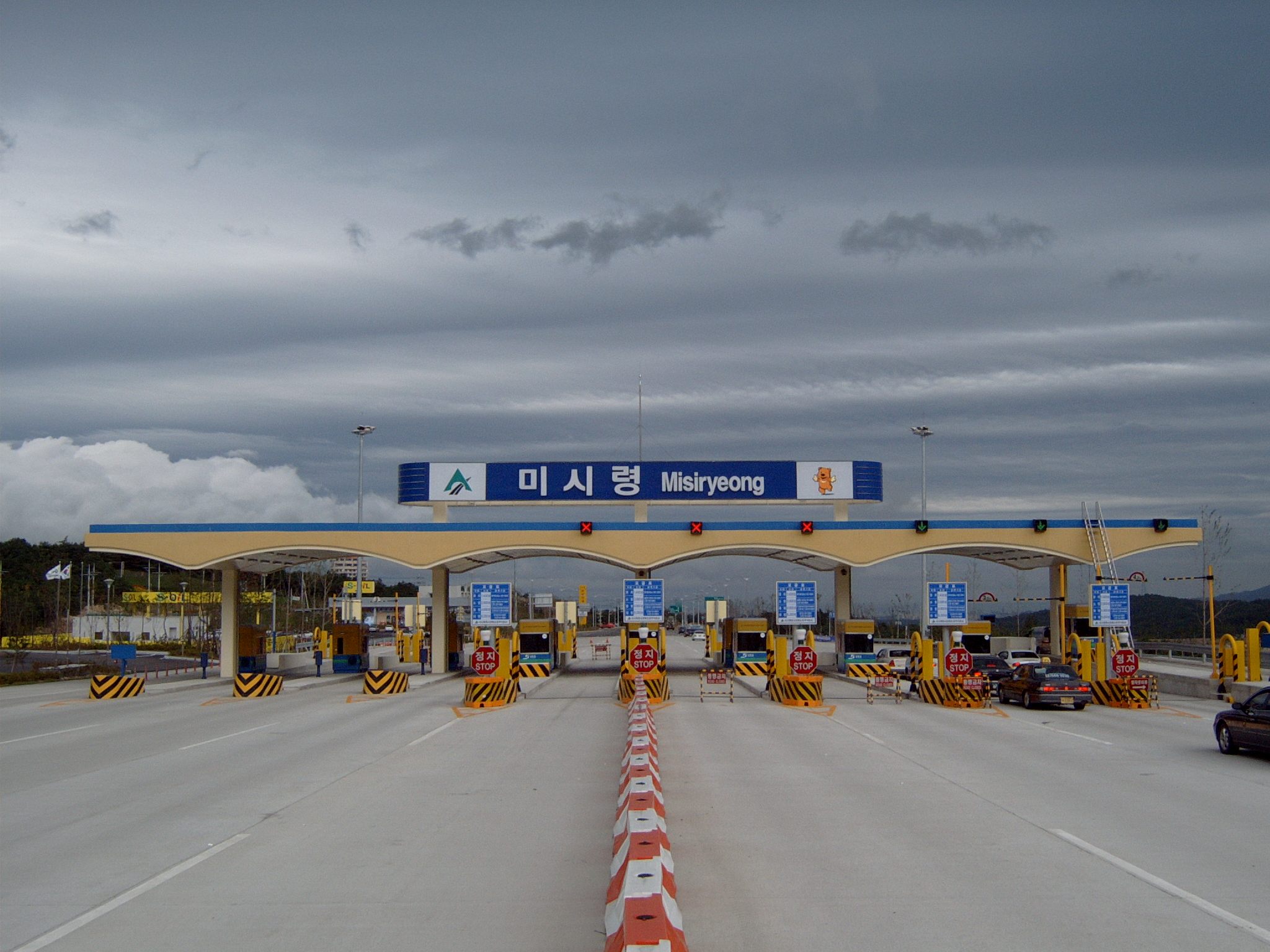
미시령 톨게이트 (속초방향). 2023년 7월 기준으로, 미시령터널의 통행요금은 경차및 감면대상 차량은 1,700원, 소형은 3,400원, 중형은 5,800원, 대형은 7,500원이다. 민자사업으로 건설된 미시령터널은 개통일로부터 향후 30년간(2006년~2036년) 통행료를 징수하게 된다.
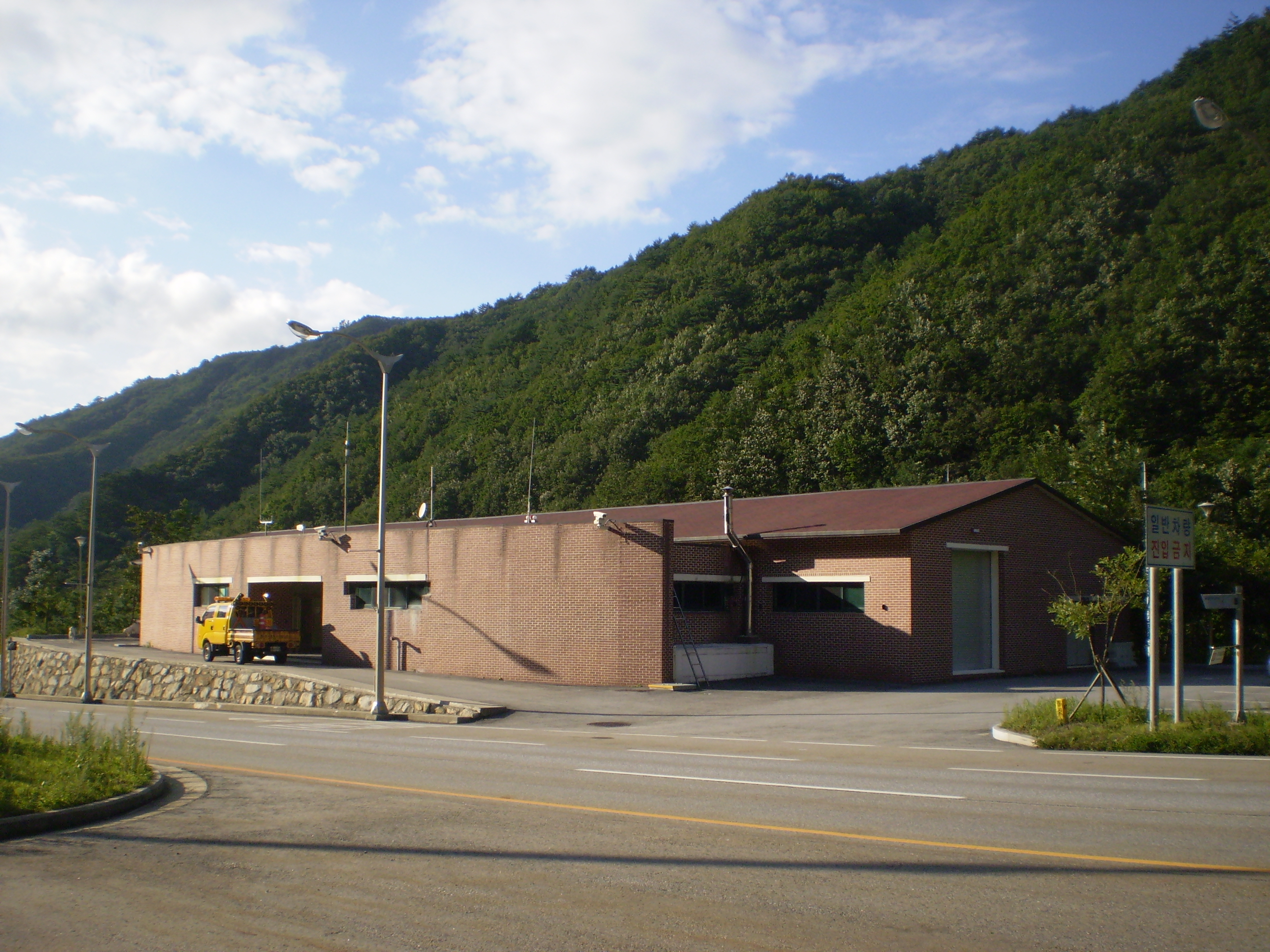
미시령터널관리소(인제군 북면 용대리 미시령로 1881 소재): 터널관리소의 주요 업무는 터널내 시설물의 관리와 유지보수이며, 터널순찰 및 사고처리, 기타 터널내 비상사태 발생시 출동해 사태를 초동에 조치하는 기능을 수행한다.
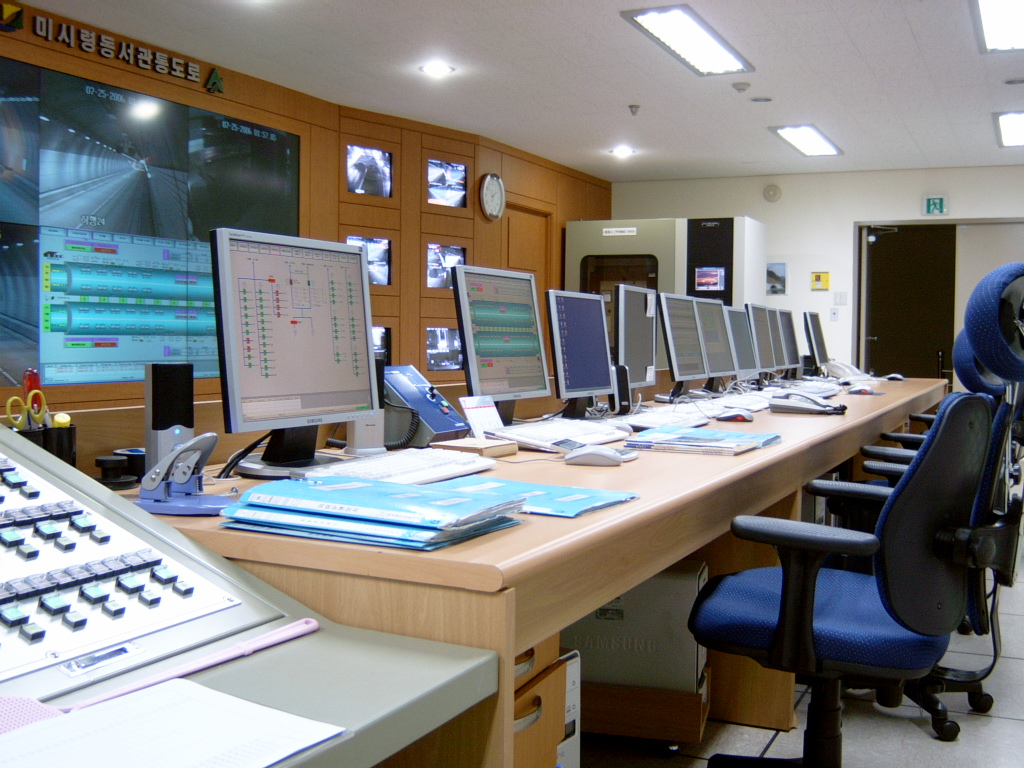
미시령터널관리소 중앙제어실: 미시령터널관리소 내부에는 중앙제어실, 전기실, 비상발전기실, 기계실이 있으며, 중앙제어실에서는 터널내에 설치된 환기, 조명, LCS, CCTV 등의 제반 방재설비와 교통설비를 운영·제어하며 터널내의 교통흐름과 유고상황을 모니터링한다.
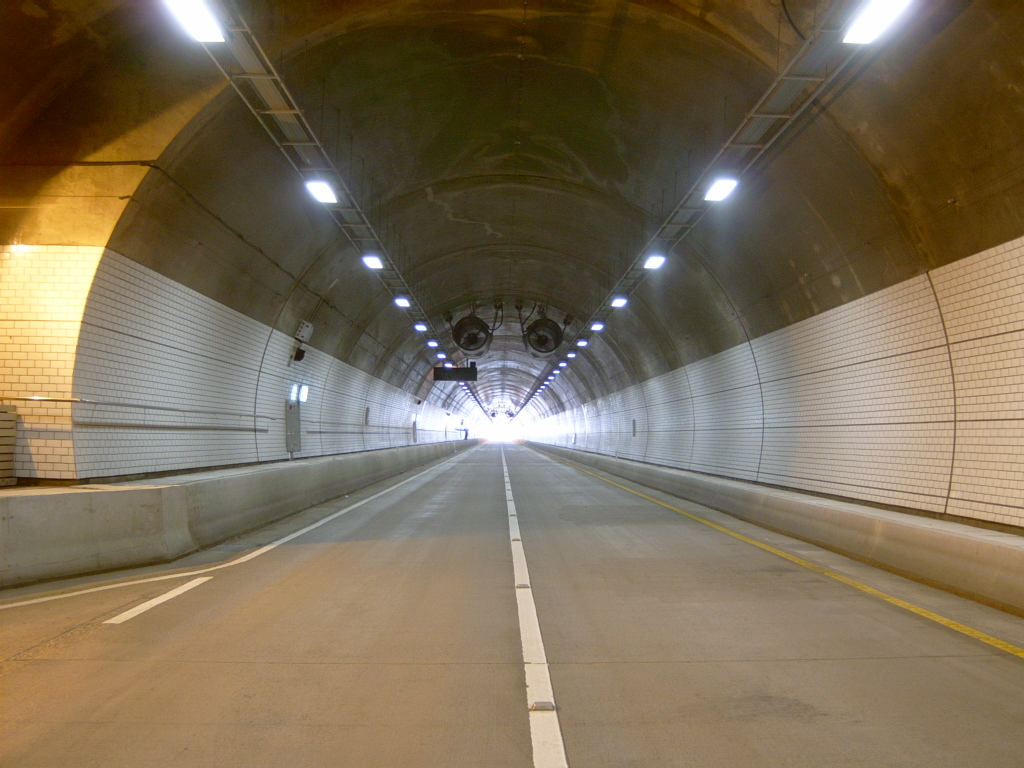
미시령동서관통도로건설지: 2006년말 강원도와 미시령동서관통도로(주)가 발행한 '미시령동서관통도로건설지'는 336 페이지 분량의 양장본 책자로 5년간에 걸친 대장정의 공사 기간 동안의 발자취와 함께 미시령 터널의 주요시설물과 터널에 적용된 주요 공법과 기술 등을 소개하고 있다.

## 같이 보기
- 인제양양터널 (대한민국에서 가장 긴 터널 / 10km)
- 배후령터널 (5,100m) / 현재 대한민국 최장 도로용 터널
- 사패산터널 (대한민국은 물론, 세계 최장 광폭 터널 / 3,997m)
- 인천대교 (대한민국 최장 다리 / 18,384m)